# ISO 3166-2:IO
ISO 3166-2:IO è il sottogruppo dello standard ISO 3166-2 riservato al Territorio Britannico dell'Oceano Indiano, uno dei territori d'oltremare britannici.
Lo standard ISO 3166-2, seconda parte dello standard ISO 3166, pubblicato dall'Organizzazione internazionale per la normazione (ISO), è stato creato per codificare i nomi delle suddivisioni territoriali delle nazioni e delle aree dipendenti codificate nello standard ISO 3166-1.
Attualmente, nello standard ISO 3166-2 non è stato definito nessun codice per il Territorio britannico dell'Oceano Indiano. 
Il codice ISO 3166-1 alpha-2 ufficialmente assegnato al Territorio Britannico dell'Oceano Indiano è IO. Su richiesta dell'Unione internazionale delle telecomunicazioni, all'atollo Diego Garcia, la più grande delle isole del territorio, è stato eccezionalmente riservato il codice ISO 3166-1 alpha-2 DG.